# Giuseppe Moscati
Szent Giuseppe Moscati (Benevento, 1880. július 25. – Nápoly, 1927. április 12.) – olasz orvos, tudományos kutató és egyetemi tanár. Ismertté tudományos munkája és vallásossága tette. Fáradhatatlan volt a segítségnyújtásban, a szegényektől nem fogadott el semmit. Április 12-én van az emléknapja.

## Gyermekkora
Szent Giuseppe Moscati (magyarul József) a dél-olaszországi Benevento városából származott. Itt született 1880. július 25-én egy jó keresztény kilencgyermekes család hetedik gyermekeként. Édesapja Francesco Moscati bíró volt. A rendszeres, közös ima a családban természetes volt. Giuseppe gyermekkora óta szerette az ima pillanatait, a zsebpénzéből szívesen osztott alamizsnát. Fiatal kora óta naponta járult szentáldozáshoz. Később ezt mondogatta: „Aki naponta szentáldozáshoz járul, roppant ereje van, és képes legyőzni az élet szenvedéseit és a kísértéseket.” Nyugodt, kiegyensúlyozott egyéniségű, fiatal korához képest nagyon okos volt. Szülővárosának megismerésére nem nyílt alkalma, mert édesapját már 1881 elején Anconába helyezték, 1888-ban pedig Nápolyba. Természetesen az apával a család is költözött. Végül a fiú otthona Nápoly lett.

## Iskolás évei
Alapiskolai tanulmányait Nápolyban végezte, majd 1897-ben beiratkozott a nápolyi egyetem orvosi karára. Pályaválasztásában befolyásolta, hogy gyermekfejjel évekig ápolta egyik bátyját, aki a katonaságnál súlyos balesetet szenvedett. Amikor az orvosi tanulmányok mellett döntött, apostolkodást tervezett az orvosok és a betegek között.  
Az orvosi hivatást a papi hivatás lehetőségeként értelmezte. Úgy, mint szolgálatot annak, aki szenved, és így az Istennek is. Ez abban az időben volt, amikor az édesapja meghalt. Hat év tanulás után 1903. augusztus 4-én orvosi doktorátust szerzett. Giuseppe Moscati orvosi tanulmányait kitűnő eredménnyel végezte. Orvosként mindenekelőtt a szenvedő embereknek szeretett volna segíteni. Özvegy édesanyja az orvosi pályafutáshoz való hűségéről így nyilatkozott: „A mi Giuseppénk  nagylelkű fiatal, képes bármilyen áldozatra. Meggyőződésem, hogy mint orvos, képes lesz gyógyítani mások fájdalmát olyannyira, hogy szolgálatában vértanúvá válik.”

## Pályafutása
Orvosi gyakorlatát a nápolyi „egyesített kórházak” (Ospedale Riuniti) asszisztenseként kezdte. A kórházban jó orvosnak bizonyult, kiváló diagnoszta volt. Miközben a testet gyógyította, a lelkeknek is a javára volt. 
1904-től a gyógyíthatatlan betegek (Incurabili) kórházában volt orvos. Itt főleg a veszettségben szenvedőkkel foglalkozott. 
1908-ig a fiziológiai laborban segédkezett, majd asszisztensként a fiziológiai kémia intézetében. Végül 1911 tavaszára a gyógyíthatatlan betegek kórházának főorvosa lett. Mellette a kémia és a gyógyítás kapcsolatát kutatta, tanította. A kórházon kívül saját rendelője is volt, reggelente pedig a nápolyi szegények negyedébe is járt. Számos családot ingyen látogatott, a pompeji árvaházban is gyógyított. Külön törődött a patológiai-anatómiai osztállyal, a tuberkulózis osztállyal és a katonai osztállyal az I. világháború alatt.
A Vezúv kitörése után 1906-ban mozgásképtelen betegeket mentett a veszélyeztetett Torre del Greco kórházban. A kórház épülete közvetlenül az után, hogy az utolsó beteget is kimentették, leomlott. 1911-ben fáradhatatlanul foglalkozott azokkal, akiket megfertőzött a kolera. Olyannyira szerette munkáját, hogy még a nápolyi egyetemen kínált állást is elutasította. Emiatt fel kellett volna adnia kórházi állását. 
Giuseppe Moscati tudósként is tevékeny volt. 1911-ben fiziológiai kémiából docensi címet szerzett, 1922-ben pedig általános klinikai orvostudományból. A szabad docensi pályán kívül néhány évig a klinikai kémia tanszék vezetője volt. Az orvoslás terén elég korán tartott előadásokat a klinikán, 32 tudományos mű szerzője, nemzetközi tudományos kongresszusokon vett részt Budapesten (1911) és Edinburghban (1923). Nápolyon kívül ellátogatott Rómába, Londonba, Párizsba, valamint elzarándokolt Lourdes-ba. 
Kollégáitól eltérően mély hitével, vallásosságával, valamint önzetlen áldozatkészségével tűnt ki.  Soha nem kerítette hatalmába a gazdagság utáni vágy. Szolgálataiért önkéntes adományokat fogadott el. Ha szegény beteg jelentkezett nála, annak pénzt adott gyógyszerekre, néha még a család élelmére is. A reggeli szentmisén való részvétel és szentáldozás mindennapi programjához tartozott. Rózsafüzért is imádkozott. Meg volt róla győződve, hogy anélkül nem tudná elvégezni munkáját és szolgálni úgy, ahogy ő azt elképzelte. A betegekkel való érintkezés során sem tagadta meg mély keresztény meggyőződését. Nemegyszer a testi gyógyítást egybekötötte a lelkivel, amikor a betegeinek azt tanácsolta, hogy menjenek el gyónni, vagy legalább beszélgessenek el egy pappal. Számára az igazság szeretete és az őszinte keresztény hit beismerése az alapértékek közé tartoztak. Az 1922. október 17-i feljegyzéseiben ezt olvashatjuk: „Szeresd az igazságot, mutasd meg, hogy milyen vagy, színlelés, félelem és óvatosság nélkül. Ha az igazságért üldöztetés lesz a részed, fogadd el. Ha megkínoznak érte, viseld el. És ha az igazságért fel kell áldoznod önmagad, az életed, légy erős az áldozatban.”
1927 áprilisának felében kicsit betegeskedett. Amikor kezdte magát jobban érezni, újra elkezdett dolgozni.

## Halála
1927. április 12-ét szentmisével és szentáldozással kezdte. A kórházi munka elvégzése után hazament, hogy a ráváró betegekkel foglalkozzon. Három óra körül közölte a hozzátartozóival és a látogatókkal, hogy nem érzi jól magát. Elment a szobájába, leült a fotelbe, kezét a mellkasára tette, fejét oldalra hajtotta – ekkor lélegzett utoljára. Nem volt még 47 éves.  Temetésén részt vettek egészségügyi munkatársai, csodálói és mindazok, akiknek különböző módon segített.

## Halála után
Tisztelete halála után is nagyon élő, földi maradványait 1930. november 16-án a nápolyi jezsuita Gesù Nuovo dómba vitték (ide járt szentmisére). Életének mozzanatait az urna domborművei mutatják be (Amedeo Garufi alkotása). 
A Szentév alkalmával 1975. november 16-án VI. Pál pápa boldoggá, II. János Pál pápa pedig 1987. október 25-én a püspöki szinódus ideje alatt a római Szent Péter téren szentté avatta. Ő volt az első XX. századi orvos, akit oltárra emeltek.

## Érdekességek
Az ima emberének nevezték őt. Egyik diákjának ezt írta: „Nem a tudomány, hanem a szeretet változtatta meg a világot.” 
Bevételének nagy részét legszegényebb, nincstelen betegeire fordította. Élhetett volna luxusban, de még egy saját ház megvásárlását is elutasította mondván, hogy az Isten iránti szeretetből a felesleges kiváltságokat muszáj megtagadnia. Az összes reményét Krisztusba helyezte. A betegeknek bátorító angyal volt. Figyelmeztetett a szenvedés értékére. Ott, ahol a tudomány már nem tehetett semmit, nyíltan beismerte, imádságra szólított fel és hitre az Úrban, aki meggyógyíthatja azokat is.
Életéről film is készült A szeretet gyógyít (rendező: Giacomo Campiotti) címmel. A film párhuzamosan mutatja be a középpolgári családból származó Giuseppe és kollégája, egyben legjobb barátja, Giorgio Piromallo életét.